# Yumeta Company
Yumeta Company (ゆめ太カンパニー, Yumeta Kanpanī) est un studio d'animation japonaise fondé en 5 mars 1986.
À la suite de la fusion de Hal Film Maker et de l'ancien Yumeta Company, TYO Animations (TYOアニメーションズ) est créé en juillet 2009, avant de devenir une filiale de Graphinica et de retrouver son nom originel en décembre 2017. 

## Historique
La société Shizuoka Animation Co., Ltd. (有限会社静岡アニメーション, Yūgen gaisha Shizuoka Animēshon) est fondée le 5 mars 1986,. Son représentant, Sō Yamaguchi, était un animateur qui a participé à des productions de Trans Arts (ja) et de Tōei Dōga entre autres par le biais de Tama Production (ja). À ses débuts, la société participait principalement à la production en sous-traitance de séries télévisées d'animation de Studio Gallop et de Studio Deen. Celle-ci commence à être connue sous le nom de Yumeta Company (ゆめ太カンパニー) avec la production de l'OAV parodique sur l'industrie de l'animation Animation Runner Kuromi (en).
En 2005, Yumeta Company est racheté par le producteur d'images publicitaires TYO Inc. (ja), qui a également acquis Hal Film Maker en 2003, devenant ainsi une filiale du groupe TYO,. TYO fusionne ses deux filiales de studios d'animation, Yumeta Company et Hal Film Maker, le 1er juillet 2009. Le premier a absorbé le second pour être en suite renommé en TYO Animations.
Le 1er décembre 2017, Memory-Tech Corporation (ja) annonce l'acquisition de TYO Animations et en a fait une filiale de Graphinica tout en annonçant que le nom de la société reviendrait à Yumeta Company.

## Productions

### Séries télévisées
| Année | Titre                                   | Dates de diffusion | Dates de diffusion | Nb. éps. | Studio         | Notes |
| Année | Titre                                   | Début              | Fin                | Nb. éps. | Studio         | Notes |
| ----- | --------------------------------------- | ------------------ | ------------------ | -------- | -------------- | --- |
| 2003  | Massugu ni ikō. (ja)                    | 18 août 2003       | 21 août 2003       | 4        | Yumeta Company | Série basée sur le manga de Kira. |
| 2004  | Massugu ni ikō. (ja)                    | 27 avril 2004      | 1er avril 2004     | 5        | Yumeta Company | Série basée sur le manga de Kira. |
| 2004  | Harukanaru toki no naka de: Hachiyō Shō | 5 octobre 2004     | 29 mars 2005       | 26       | Yumeta Company | Série basée sur le jeu vidéo otome développé par iNiS et édité par Koei.                                                                         |
| 2006  | La Corda d'Oro: primo passo             | 1er octobre 2006   | 25 mars 2007       | 26       | Yumeta Company | Série basée sur le jeu vidéo otome développé et édité par Koei.                                                                                  |
| 2008  | Neo Angelique Abyss                     | 6 avril 2008       | 29 juin 2008       | 13       | Yumeta Company | Série basée sur le jeu vidéo éponyme développé et édité par Koei ; série dérivée de la franchise Angelique.                                      |
| 2008  | Neo Angelique Abyss: Second Age         | 6 juillet 2008     | 14 septembre 2008  | 13       | Yumeta Company | Suite de Neo Angelique Abyss. |
| 2009  | Miracle☆Train: Ōedo-sen e yōkoso (ja)   | 4 octobre 2009     | 27 décembre 2009   | 13       | TYO Animations | Série d'animation originale ; produite sous le nom de Yumeta Company.                                                                            |
| 2010  | B Gata H Kei                            | 2 avril 2010       | 18 juin 2010       | 12       | TYO Animations | Série basée sur le manga de Yōko Sanri ; produite sous le nom de Hal Film Maker.                                                                 |
| 2011  | Mainichi Kāsan (ja)                     | 1er avril 2009     | 25 mars 2012       | 142      | TYO Animations | Série basée sur le manga de Rieko Saibara ; coproduite avec Dong Woo Animation (ja). Production à partir du 97e épisode (diffusé le 8 mai 2011). |
| 2011  | Tamayura: hitotose (en)                 | 3 octobre 2011     | 19 décembre 2011   | 12       | TYO Animations | Série originale ; suite des OAV réalisés par Junichi Sato.                                                                                       |
| 2012  | Victory Kickoff!!                       | 3 avril 2012       | 26 février 2013    | 39       | TYO Animations | Série basée sur le roman Ginga no World Cup de Hiroto Kawabata                                                                                   |
| 2012  | Chōyaku hyakunin isshu: Uta koi. (en)   | 2 juillet 2012     | 24 septembre 2012  | 13       | TYO Animations | Série basée sur le josei manga de Kei Sugita. |
| 2013  | Odoriko Clinoppe (ja)                   | 9 mai 2013         | 28 novembre 2013   | 26       | TYO Animations | Série basée sur le jeu mobile de GREE. |
| 2013  | Tamayura: More Aggressive (en)          | 3 juillet 2013     | 18 septembre 2013  | 12       | TYO Animations | Seconde saison de la série originale. |
| 2014  | La Corda d'Oro: Blue♪Sky                | 5 avril 2014       | 21 juin 2014       | 12       | TYO Animations | Troisième saison de la série basée sur les jeux vidéo de Koei.                                                                                   |
| 2014  | Wolf Girl and Black Prince              | 5 octobre 2014     | 21 décembre 2014   | 12       | TYO Animations | Série basée sur le shōjo manga d'Ayuko Hatta. |
| 2015  | Sengoku Musō (en)                       | 5 janvier 2015     | 21 mars 2015       | 12       | TYO Animations | Série basée sur le jeu vidéo Samurai Warriors 4 de Koei Tecmo Games ; coproduite avec Tezuka Productions.                                        |
| 2015  | YuruYuri San☆Hai!                       | 6 octobre 2015     | 22 décembre 2015   | 12       | TYO Animations | Troisième saison de la série basée sur le manga de Namori.                                                                                       |
| 2016  | Terra Formars: Revenge                  | 2 avril 2016       | 24 juin 2016       | 13       | TYO Animations | Suite de Terra Formars ; coproduite avec Liden Films.                                                                                            |
| 2018  | Akkun to Kanojo                         | 6 avril 2018       | 21 septembre 2018  | 25       | Yumeta Company | Série basée sur le manga de Waka Kakitsubata. |
| 2018  | Voice of Fox (ja)                       | 5 octobre 2018     | 21 décembre 2018   | 12       | Yumeta Company | Série basée sur le manhua de Guang Xianjun. |
| 2019  | Re:Stage! Dream Days♪ (ja)              | 7 juillet 2019     | 29 septembre 2019  | 12       | Yumeta Company | Série basée sur la franchise éponyme de Pony Canyon et du Comptiq ; coproduite avec Graphinica.                                                  |

### Autres productions
| Année | Titre                                                                 | Date(s) de sortie                   | Studio         | Notes |
| ----- | --------------------------------------------------------------------- | ----------------------------------- | -------------- | --- |
| 2000  | Angelique: Shiroi tsubasa no Memoire                                  | 29 mars 2000 - 24 juin 2000         | Yumeta Company | Production de 2 épisodes ; basée sur la série de jeux vidéo Angelique développées par Ruby Party et éditées par Koei.    |
| 2001  | Angelique: Seichi yori ai o komete                                    | 25 janvier 2001 - 27 juin 2001      | Yumeta Company | Production de 3 épisodes ; suite d'Angelique: Shiroi tsubasa no Memoire.                                                 |
| 2001  | Animation Runner Kuromi (en)                                          | 30 mars 2001                        | Yumeta Company | Production originale de 40 minutes.                                                                                      |
| 2002  | Angelique: Twin Collection                                            | 27 mars 2002 - 25 juin 2003         | Yumeta Company | Production de 8 épisodes ; suite d'Angelique: Seichi yori ai o komete.                                                   |
| 2004  | Animation Runner Kuromi: Nihon no Anime wa watashi ga tsukuru! 2 (en) | 28 janvier 2004                     | Yumeta Company | Suite d'Animation Runner Kuromi.                                                                                         |
| 2004  | Angelique OAV                                                         | 17 mars 2004 - 23 mars 2005         | Yumeta Company | Production de 3 épisodes ; préquel d'Angelique: Shiroi tsubasa no Memoire.                                               |
| 2007  | Harukanaru toki no naka de 3: Kurenai no Tsuki (en)                   | 28 décembre 2007                    | Yumeta Company | Épisode spécial de 60 minutes diffusé sur Kids Station.                                                                  |
| 2009  | La Corda d'Oro: secondo passo                                         | 26 mars 2009 - 5 juin 2009          | Yumeta Company | Production de 2 épisodes diffusé sur Kids Station ; suite de La Corda d'Oro: primo passo.                                |
| 2010  | Harukanaru toki no naka de 3: Owari naki unmei (en)                   | 3 janvier 2010                      | TYO Animations | Épisode spécial de 56 minutes diffusé sur AT-X ; produite sous le nom de Yumeta Company.                                 |
| 2010  | Mudazumo Naki Kaikaku: The Legend of Koizumi (en)                     | 26 février 2010                     | TYO Animations | Adaptation de 3 épisodes de la série de manga de Hideki Ohwada.                                                          |
| 2010  | Tamayura (en)                                                         | 26 novembre 2010 - 23 décembre 2010 | TYO Animations | Production originale de 4 épisodes.                                                                                      |
| 2011  | +Tic Nee-san                                                          | 16 mai 2011 - 24 février 2012       | TYO Animations | ONA de 12 épisodes basée sur le manga de Cha Kurii ; coproduite avec Barnum Studio.                                      |
| 2012  | Tamayura: hitotose (en)                                               | 27 juin 2012                        | TYO Animations | Épisode inédit publié avec le 7e coffret Blu-ray/DVD.                                                                    |
| 2012  | One Off (en)                                                          | 28 novembre 2012 - 21 décembre 2012 | TYO Animations | Production originale de 4 épisodes en collaboration avec Honda ; diffusée sur AT-X entre le 5 août et le 7 octobre 2012. |
| 2014  | Sengoku Musō SP: Sanada no Shō (en)                                   | 21 mars 2014                        | TYO Animations | Épisode spécial de 45 minutes diffusé sur TV Tokyo ; basée sur le jeu vidéo Samurai Warriors 4 de Koei Tecmo Games.      |
| 2014  | Tamayura: More Aggressive (en)                                        | 7 juin 2014                         | TYO Animations | Épisode inédit. |
| 2015  | YuruYuri Nachuyachumi!                                                | 18 février 2015                     | TYO Animations | Épisode de 64 minutes basée sur le manga de Namori ; plusieurs projections en salle ont eu lieu le 29 novembre 2014.     |
| 2015  | YuruYuri Nachuyachumi!+                                               | 21 août 2015 - 18 septembre 2015    | TYO Animations | Production de 2 épisodes. Suite de YuruYuri Nachuyachumi!.                                                               |
| 2015  | Tamayura: Sotsugyō Shashin (en)                                       | 4 avril 2015 - 2 avril 2016         | TYO Animations | Série de 4 films concluant l'histoire.                                                                                   |
| 2015  | Aria the Avvenire                                                     | 24 décembre 2015 - 24 juin 2016     | TYO Animations | Production de 3 épisodes pour les dix ans de la série télévisée ; projection spéciale le 26 septembre 2015.              |
| 2017  | Bonobono: Uchū kara Kita Tomodachi (en)                               | 16 septembre 2017                   | TYO Animations | Court-métrage de 22 minutes projeté dans plusieurs planétariums à travers le Japon ; coproduction avec Eiken.            |
| 2018  | Destiny Child                                                         | 12 mai 2018                         | Yumeta Company | Épisode promotionnel de 26 minutes du jeu vidéo éponyme.                                                                 |
| 2018  | Kaijū Girls (Black) (en)                                              | 23 novembre 2018                    | Yumeta Company | Film faisant suite à Kaijū Girls.                                                                                        |
| 2019  | Cannon Busters (en)                                                   | 15 août 2019                        | Yumeta Company | Série d'ONA basée sur les comic book de LeSean Thomas ; coproduite avec Satelight.                                       |
| 2020  | Digimon Adventure: Last Evolution Kizuna                              | 21 février 2020                     | Yumeta Company | Pour le 20e anniversaire de la série.                                                                                    |